# Joseph Rock
Joseph Francis Charles Rock (Vienna, 13 gennaio 1884 – Honolulu, 5 dicembre 1962) è stato un esploratore, geografo, medico e linguista austriaco naturalizzato statunitense.

## Biografia
Nacque a Vienna, in Austria, e si trasferì con il padre in Egitto all'età di 10 anni, per poi viaggiare per l'Europa. Emigrò negli Stati Uniti d'America nel 1905 (New York) e raggiunse Honolulu, Hawaii, nel 1907 dove divenne esperto della flora locale. Divenne insegnante a tempo pieno presso il Mills College (oggi noto come Mid-Pacific Institute), per poi venire congedato nel settembre 1908 per problemi di salute. Essendo il primo botanico ufficiale del Territorio delle Hawaii entrò a fare parte della facoltà del College delle Hawaii, poi rinominato in Università delle Hawaii, fondando il primo erbario ed essendone curatore dal 1911 al 1920, quando abbandonò l'università per passare gli ultimi decenni esplorando la flora asiatica.

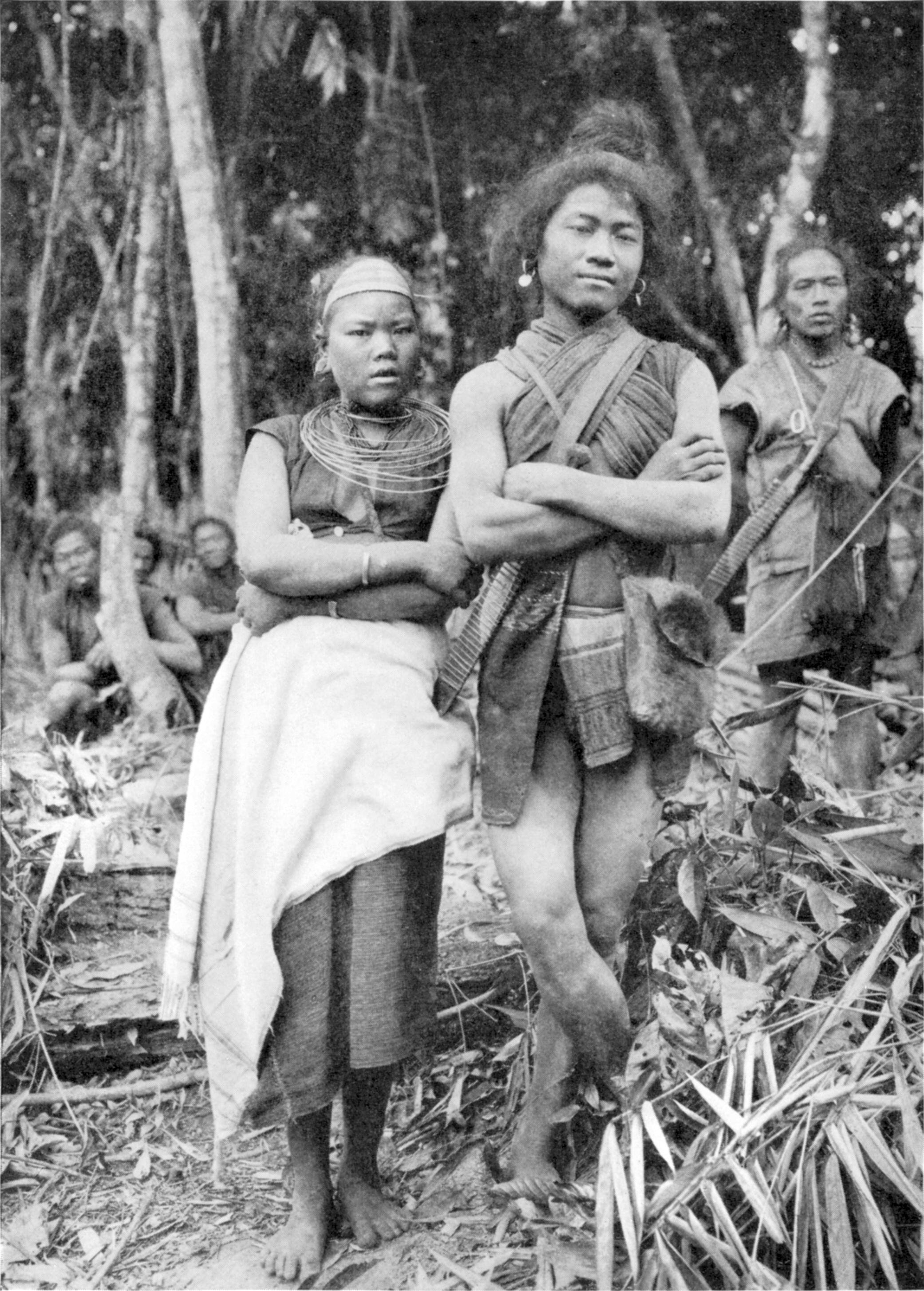
Tribù Mishmi, foto di Joseph Rock, 1922

Iniziò cercando l'Hydnocarpus a Burma, in Thailandia e nellAssam. Dal 1922 al 1949 passò la maggior parte del tempo studiando flora, popoli e lingue della Cina sudoccidentale, soprattutto nel Yunnan, nel Sichuan, nel Gansu sudoccidentale e nel Tibet orientale. Molte delle piante asiatiche che raccolse sono esposte nell'Arnold Arboretum.
Abitava nei pressi di Lijiang nel villaggio di Nguluko (Yuhu), e scrisse molti articoli per il National Geographic Magazine riguardo alle sue spedizioni in luoghi quali Muli, Minya Konka (Gongga Shan), i tre picchi sacri di Shenrezig, Mañjuśrī e Chanadorje nell'attuale riserva naturale di Yading o il fiume Saluen (Nujiang). Questi articoli gli valsero una modesta fama, e si dice che abbiano ispirato il romanzo Orizzonte perduto di James Hilton su una comunità fittizia Himalayana nota come Shangri-La.
Nel corso delle ribellioni Ngolok (1917-1949) Rock fu testimone di numerose battaglie combattute tra i musulmani cinesi Hui della Cricca Ma e i tibetani Golok della contea di Xiahe e del monastero di Labrang. L'esercito musulmano di Ma sparse gli scheletri dei tibetani su un'ampia area, e il monastero di Labrang fu riempito delle teste dei tibetani decapitati. Dopo la battaglia del 1929 di Xiahe nei pressi di Labrang, le teste dei tibetani decapitati furono usate come ornamenti dai soldati musulmani cinesi all'interno del loro campo, per un totale di 154 persone. Rock descrisse le teste di "giovani ragazze e bambini" esposte su picche nell'accampamento militare. Tra le dieci e le quindici teste erano fissate alla sella di ogni cavaliere musulmano. Le teste erano "esposte lungo le mura della guarnigione musulmana come ghirlande di fiori".
Rock fu amato per la propria eccentricità, oltre che per la sua conoscenza di botanica e minoranze etniche. Viaggiava sempre con un set completo di argenteria che usava per i pasti.
Come botanico fu preceduto a Yunnan uno dei più interessanti luoghi botanici del mondo, da altri più famosi, compresi Pierre Jean Marie Delavay, George Forrest e Heinrich Handel-Mazzetti, anche lui austriaco, tutti scopritori di molte più piante rispetto a Rock. Nondimeno il contributo di Rock alla conoscenza botanica fu significativo.
Nel 1949, poco dopo la conquista comunista, Rock dovette abbandonare Lijiang, centro della contea di Naxi, a bordo di un aereo con l'esploratore e scrittore Peter Goullart. Dovettero poi lasciare la Cina, e Rock tornò a Honolulu dove morì nel 1962.
Nel marzo del 2009 l'Università delle Hawaii di Manoa chiamò Rock il proprio erbario. Opere e raccolte di Rock sono conservate nella Biblioteca del Congresso.

## Influenza culturale
Il taxon monotipico di angiosperme Rockia, appartenente alla famiglia delle Nyctaginaceae, venne proposto da Anton Heimerl nel 1913.
A varie specie di piante è stato attribuito un nome che contiene un riferimento a Joseph Rock; tra queste è possibile ricordare le specie endemiche hawaiane Brighamia rockii di Molokai e Peperomia rockii; il Pandanus Rockii, dell'atollo Palmyra; la spettacolare Paeonia rockii, delle montagne del Gansu; il Sorbus rockii, nativo dello Yunnan.
Il poeta statunitense Ezra Pound (1885-1972) scoprì le opere di Rock sui Naxi negli Anni 50 e da esse trasse vari elementi che aggiunse nel suo vastissimo poema The Cantos, menzionando inoltre lo stesso Rock in tale opera: And over Li Chiang, the snow range is turquoise / Rock's world that he saved us for memory / a thin trace in high air.
La figura di Joseph Rock è tratteggiata da Bruce Chatwin nel suo racconto Il mondo di Rock (titolo originale: In China, Rock's Kingdom), contenuto nel libro Che ci faccio qui? (apparso originariamente come articolo su The New York Times Magazine, 16 marzo 1986).

## Opere
Rock scrisse un dizionario di 1094 pagine, numerosi articoli scientifici e due storie del popolo Naxi e della lingua dello Yunnan nordoccidentale, ampiamente usati per lo studio della cultura Naxi, della loro lingua e della loro religione. Queste opere non vengono più stampate e, di conseguenza, vengono venduti a prezzi alti nel mercato dei libri rari.
Le sue opere più importanti sono:
- The Ancient Nakhi Kingdom of Southwest China. 2 vol., illustrato. Cambridge, Mass.: Harvard University Press, 1948.
- A Nakhi-English encyclopedic dictionary. Roma: I.M.E.O., 1963.
- Articoli sul National Geographic Magazine:
  - "Hunting the Chaulmoogra tree" (1922) 3:242-276
  - "Banishing the Devil of Disease Among the Nashi: Weird Ceremonies Performed by an Aboriginal Tribe in the Heart of Yunnan Province" (1924) 46:473-499
  - "Land of the Yellow Lama: National Geographic Society Explorer Visits the Strange Kingdom of Muli, Beyond the Likiang Snow Range of Yunnan, China" (1924) 47: 447-491
  - "Experiences of a Lone Geographer: An American Agricultural Explorer Makes His Way through Brigand-Infested Central China En Route to the Amne Machin Range, Tibet" (1925) 48: 331-347
  - "Through the Great River Trenches of Asia: National Geographic Society Explorer Follows the Yangtze, Mekong, and Salwin Through Mighty Gorges" (1926) 50: 133-186
  - "Life among the Lamas of Choni: Describing the Mystery Plays and Butter Festival in the Monastery of an Almost Unknown Tibetan Principality in Kansu Province, China" (1928): 569-619
  - "Seeking the Mountains of Mystery: An Expedition on the China-Tibet Frontier to the Unexplored Amnyi Machen range, One of Whole Peaks Rivals Everest" (1930) 57:131-185
  - "Glories of the Minya Konka: Magnificent Snow Peaks of the China-Tibetan Border are Photographed at Close Range by a National Geographic Society Expedition" (1930) 58:385-437
  - "Konka Risumgongba, Holy Mountain of the Outlaws" (1931) 60:1-65
  - "Sungmas, the Living Oracles of the Tibetan Church" (1935) 68:475-486